# Bugonia

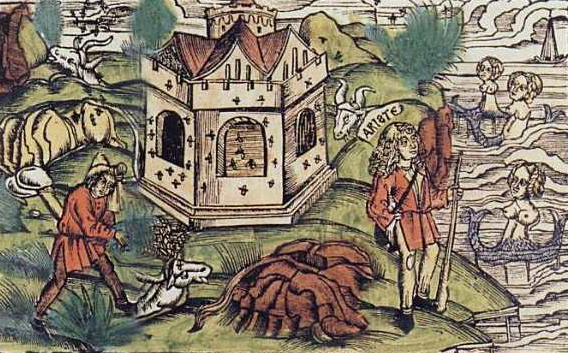
Pintura de Aristeas y Bugonia (Geórgicas, de Virgilio, Lyon, 1517).

El término bugonia o, mejor, bugonía (del griego βóς -buey- y γονíα -creación-, genesia -nacimiento, generación-) indica la creencia muy difundida en la antigüedad y hasta el siglo XVII (al menos en Europa) en la generación espontánea de la vida.
El concepto de bugonia es utilizado por Virgilio en el libro IV de las Geórgicas, donde se relata cómo del cadáver de un novillo nacen espontáneamente todo tipo de insectos voladores y que tal hecho puede aprovecharse para crear enjambres de abejas. En ese libro, tal episodio es introductorio al epilio que se refiere a los malogrados amores de Orfeo y Eurídice. Allí Virgilio comenta cómo al apicultor Aristeo se le morían las abejas. Aristeo pide ayuda a su madre y ésta le revela que las abejas morían porque los dioses lo habían castigado ya que, involuntariamente, Aristeo había causado la muerte de la bella Eurídice. Tras una expiación Aristeo obtiene nuevas abejas mediante la bugonia.
Aunque la descripción de Virgilio es más detallada, el fenómeno es citado anteriormente en la literatura por Marco Terencio Varrón.
La palabra bugonia o bugonía se extendió para designar a todo supuesto fenómeno de generación espontánea de vida.